# Noltorpskyrkan
Noltorpskyrkan är en kyrkobyggnad som ligger i närheten av Nolhaga och sjön Mjörn i nordvästra delen av Alingsås. Den är en så kallad samarbetskyrka, vilket innebär att den drivs i samverkan mellan Alingsås församling i Skara stift och EFS Missionsförening i Noltorp.

## Kyrkobyggnaden
Kyrkan uppfördes 1991 och ersatte då en tidigare gudstjänstlokal som var inhyst i en trävilla. Byggnadskomplexet ritat av Bengt Jansson, invigdes i december 1991 och har två våningsplan där kyrkorum och församlingslokaler är inrymda. Med hjälp av vikväggar kan kyrkorummet förstoras. Av exteriören kan man inte se att där ligger en kyrka.

## Inventarier
All inredning är lös.
- En altarrelief är snidad av Eva Spångberg.
- Dopfunten består av en dopskål i glas som bärs upp av fyra fernissade brjörkreglar.
- Huvudinstrument är en digitalorgel.[1]